# Episodi de Il Santo (quinta stagione)
La quinta stagione della serie televisive Il Santo è andata originariamente in onda in Gran Bretagna dal 30 settembre 1966 al 22 giugno 1967 sul network inglese ITV, per un totale di 26 episodi. 
Si tratta della prima stagione a colori, dopo le prime 4 (1962-1965) girate in bianco e nero.
| nº | Titolo originale         | Titolo italiano             | Prima TV USA      |
| -- | ------------------------ | --------------------------- | ----------------- |
| 1  | The Queen's Ransom       | Riscatto di Regina          | 30 settembre 1966 |
| 2  | Interlude in Venice      | Interludio a Venezia        | 7 ottobre 1966    |
| 3  | The Russian Prisoner     | Il prigioniero              | 14 ottobre 1966   |
| 4  | The Reluctant Revolution | Un paese turbolento         | 21 ottobre 1966   |
| 5  | The Helpful Pirate       | Il tesoro del pirata        | 28 ottobre 1966   |
| 6  | The Convenient Monster   | Il comodo mostro            | 4 novembre 1966   |
| 7  | The Angel's Eye          | L'occhio d'angelo           | 11 novembre 1966  |
| 8  | The Man Who Liked Lions  | L'uomo che amava i leoni    | 18 novembre 1966  |
| 9  | The Better Mousetrap     | Trappola per topi           | 25 novembre 1966  |
| 10 | Little Girl Lost         | Una fanciulla smarrita      | 2 dicembre 1966   |
| 11 | Paper Chase              | La scritta segreta          | 9 dicembre 1966   |
| 12 | Locate and Destroy       | Il segreto di Hans Kroleich | 16 dicembre 1966  |
| 13 | Flight Plan              | Come rubare un aereo        | 23 dicembre 1966  |
| 14 | Escape Route             | La gang delle evasioni      | 30 dicembre 1966  |
| 15 | The Persistent Patriots  | Il primo ministro Liskard   | 6 gennaio 1967    |
| 16 | The Fast Women           | Una donna veloce            | 13 gennaio 1967   |
| 17 | The Death Game           | Il gioco della morte        | 20 gennaio 1967   |
| 18 | The Art Collectors       | Natasha                     | 27 gennaio 1967   |
| 19 | To Kill a Saint          | Uccidete Simon Templar      | 24 febbraio 1967  |
| 20 | The Counterfeit Countess | Il castello di Chamonix     | 3 marzo 1967      |
| 21 | Simon and Delilah        | Simon e Dalila              | 24 marzo 1967     |
| 22 | Island of Chance         | L'isola della fortuna       | 7 aprile 1967     |
| 23 | The Gadget Lovers        | Amanti dei trucchi          | 21 aprile 1967    |
| 24 | A Double in Diamonds     | Una copia in diamanti       | 5 maggio 1967     |
| 25 | The Power Artists        | Attori a comando            | 19 maggio 1967    |
| 26 | When Spring Is Sprung    | Templar gioca col morto     | 2 giugno 1967     |

## Riscatto di Regina
- Titolo originale: The Queen's Ransom
- Diretto da: Roy Baker
- Scritto da: Leigh Vance

### Trama
Il re spodestato di un turbolento stato medio-orientale scampa a un attentato solo grazie al Santo. Sarà proprio Templar ad accompagnare la regina a recuperare in Svizzera i gioielli reali. Qualcuno trama però nell'ombra.
- Altri interpreti: Dawn Addams (Regina Adana)

## Interludio a Venezia
- Titolo originale: Interlude in Venice
- Diretto da: Leslie Norman
- Scritto da: Paddy Manning O'Brine

### Trama
Simon Templar si trova a Venezia. Conoscerà l'irrequieta Cathy, americana figlia di un ex giudice. La ragazza finirà in un losco giro di ricatti, dopo essere sfuggita alle grinfie di un ambiguo principe italiano. La matrigna della ragazza potrebbe non essere estranea ai fatti.
- Altri interpreti: Lois Maxwell, William Sylvester, Paul Stassino (Principe Ubaldo)

## Il prigioniero
- Titolo originale: The Russian Prisoner
- Diretto da: John Moxey
- Scritto da: Harry W. Junkin

### Trama
Simon Templar è a Ginevra. Aiuterà una bella ragazza di origini russe a ricongiungersi col padre, uno scienziato sovietico giunto in Svizzera con una delegazione diplomatica. Oltre a quelli dell'Urss, anche altri servizi segreti vigilano sul tentativo di diserzione in cui è coinvolto il Santo.

## Un paese turbolento
- Titolo originale: The Reluctant Revolution
- Diretto da: Leslie Norman
- Scritto da: John Stanton

### Trama
Simon Templar è in una oscura repubblica sudamericana, dove si troverà coinvolto in una rivoluzione democratica.

## Il tesoro del pirata
- Titolo originale: The Helpful Pirate
- Diretto da: Roy Baker
- Scritto da: Roy Russell

### Trama
In Svizzera scompare uno scienziato che solo il Santo, scoprendo il trucco del "tesoro del pirata", riesce a sottrarre a delle spie dell'Urss.
- Altri interpreti: Jack Gwillim, Ray Austin (Erich Brauer)

## Il comodo mostro
- Titolo originale: The Convenient Monster
- Diretto da: Leslie Norman
- Scritto da: Michael Cramoy

### Trama
A Loch Ness sembra che sia proprio il celebre mostro l'autore di alcuni morti efferate. Solo il Santo riesce a capire che qualcuno sta usando, per i suoi scopi, la presenza della leggendaria creatura.

## L'occhio d'angelo
- Titolo originale: The Angel's Eye
- Diretto da: Leslie Norman
- Scritto da: Paul Erickson

### Trama
Il Santo accompagna i due delegati di un nobile inglese ad Amsterdam: deve scortare la coppia che deve far tagliare un preziosissimo diamante per conto del Lord inglese. Grazie al Santo, si sventerà il furto della preziosa gemma, su cui avevano messo gli occhi più di una banda di delinquenti.
- Altri interpreti: T.P. McKenna

## L'uomo che amava i leoni
- Titolo originale: The Man Who Liked Lions
- Diretto da: Jeremy Summers
- Scritto da: Douglas Enefer

### Trama
Il Santo è a Roma, dove cerca di capire cosa ci sia dietro la morte di un cronista di assalto, che sapeva molte cose sul conto del misterioso "Uomo che ama i leoni".
- Altri interpreti: Peter Wyngarde (Tiberio Magadino), Suzanne Lloyd (Claudia Molinelli), Ed Bishop (Tony Allard)

## Trappola per topi
- Titolo originale: The Better Mousetrap
- Diretto da: Gordon Flemyng
- Scritto da: Leigh Vance

### Trama
Il Santo è in Costa Azzurra dove un ladro di gioielli, specializzato in colpi in grandi alberghi, fa di tutto per far cadere la colpa dei suoi furti sul Santo.
- Altri interpreti: Alexandra Stewart (Natalie Sheridan), Eddie Byrne (Tench)
- La trama richiama il film Caccia al ladro[senza fonte]